# Azzolino Chiappini
Azzolino Chiappini (* 1940 in Davos) ist ein schweizerischer römisch-katholischer Theologe.

## Leben
Chiappini studierte Theologie in Freiburg im Üechtland und in Rom mit einer Spezialisierung auf biblische Theologie (Lizenziat) und Fundamentaltheologie (Promotion an der Gregoriana). Von 1966 bis 1967 lehrte er an der Priesterseminar Lugano Fundamentaltheologie und biblisches Griechisch. Bis 1984 hielt er jährliche Kurse für Laien (Lehre: Einführung in die Bibel) in Lugano und Novara. In den Jahren 1975 bis 1978 war er Conseiller d'études an der Theologischen Fakultät der Universität Fribourg (Tutor, Einführung in die Methodik, Proseminar der Einführung in die Geschichte Israels und das Alte Testament). Er unterrichtet weiter an der Theologischen Fakultät der Universität Fribourg (Situation de la foi, drei Stunden pro Woche) (1987–1996). Seit der Gründung des Instituts (1992) war er ständiger Dozent an der Facoltà di Teologia di Lugano und dann ordentlicher Professor für Fundamentaltheologie. Er war Mitglied der theologischen Kommission der Schweizerischen Bischofskonferenz und der Kommission für den Dialog zwischen der katholischen Kirche und der Schweizer Reformierten Kirche; Jüdisch-Römisch-katholischen Gesprächskommission.
Als Priester der Diözese Lugano war er jahrelang Generalvikar. 2008 wurde er zum Rektor der Theologischen Fakultät von Lugano ernannt. 2010 erhielt er die Ehrendoktorwürde der Fakultät für orthodoxe Theologie der Ovidius Universität in Constanța.

## Schriften (Auswahl)
- Amare la Torah più di Dio. Emmanuel Lévinas lettore del Talmud (= Collana „Schulim Vogelmann“. Band 75). Giuntina, Florenz 1999, ISBN 88-8057-084-6 (zugleich Dissertation, Gregoriana 1997).